# Scopula suppressaria
Scopula suppressaria är en fjärilsart som beskrevs av Walker 1862. Scopula suppressaria ingår i släktet Scopula och familjen mätare. Inga underarter finns listade.